# Bagneux (Deux-Sèvres)
Bagneux is een plaats in het Franse departement Deux-Sèvres in de gemeente Loretz-d'Argenton.

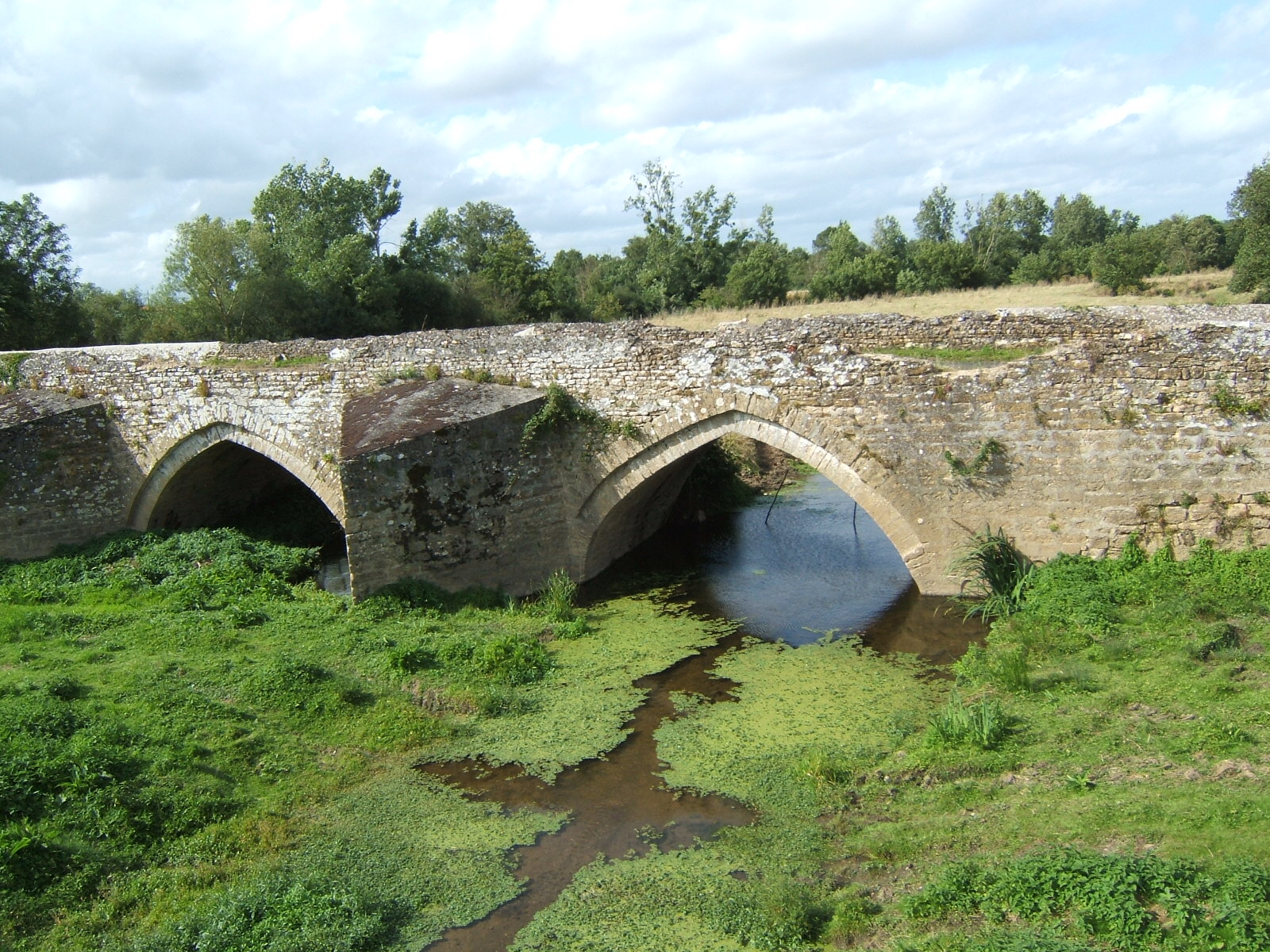
De oude brug in Taizon

## Geschiedenis
Op 1 januari 1973 ging de gemeente op in de gemeente Argenton-l'Église in een fusion-association. Dit hield in dat Bagneux als commune associée nog enige mate van zelfstandigheid behield. Op 1 januari 2019 fuseerde Argenton-l'Église met het aangrenzende Bouillé-Loretz tot de commune nouvelle Loretz-d'Argenton. Hierbij werd de status van Bagneux aangepast tot commune déléguée van de nieuwe gemeente.